# Geschichte der Interlingue
Interlingue, ursprünglich Occidental, ist eine konstruierte internationale Hilfssprache, die 1922 vom estnischen Marineoffizier und Linguisten Edgar de Wahl entwickelt wurde. Interlingue wurde entwickelt, um grammatische Regelmäßigkeit mit einem naturalistischen Vokabular zu verbinden. Es bedient sich hauptsächlich romanischer und germanischer Sprachen und zielt auf eine unmittelbare Verständlichkeit unter Sprechern westeuropäischer Sprachen ab. Sein Ableitungssystem, insbesondere die de Wahlsche Regel, erleichtert die Bildung verwandter Wortformen und verbessert so sowohl die Konsistenz als auch die Erlernbarkeit.
Die Sprache erlangte in der Zwischenkriegszeit insbesondere durch ihre offizielle Publikation Cosmoglotta Bekanntheit und behielt trotz der Verwerfungen des Zweiten Weltkriegs eine treue Anhängerschaft. Um ihre Neutralität zu betonen und eine mögliche Zusammenarbeit mit der entstehenden Interlingua-Gemeinschaft zu fördern, wurde Occidental 1949 in Interlingue umbenannt. Obwohl die Einführung von Interlingua im Jahr 1951 zu einem Rückgang der Interlingue-Nutzung führte, löste das Aufkommen des Internets im späten 20. Jahrhundert eine Wiederbelebung aus, die mit erneutem Interesse und neuer Aktivität unter Sprachbegeisterten einherging.

## Hintergrund

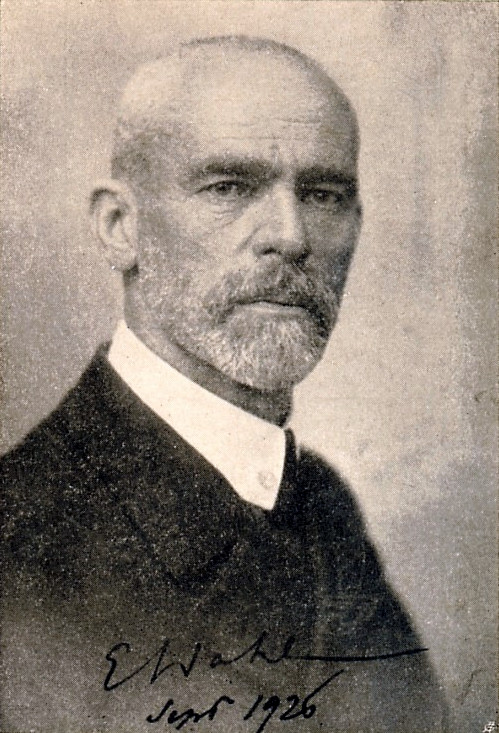
Edgar de Wahl, 1926

De Wahl lernte Plansprachen erstmals durch Volapük kennen, eine internationale Hilfssprache, die 1879 veröffentlicht wurde. De Wahl wurde schließlich einer der ersten Esperanto-Nutzer. Er begegnete der Sprache 1888 während seiner Zeit als Volapükist und verfasste gerade ein Wörterbuch mit maritimen Fachbegriffen. Schnell entwickelte er sich zu einem leidenschaftlichen Esperanto-Anhänger und arbeitete mehrere Jahre lang mit Zamenhof an der Sprachgestaltung zusammen. Er übersetzte eines der ersten Werke ins Esperanto: „Princidino Mary“, das 1889 ursprünglich unter dem Titel Princino Mary erschien. Er blieb Esperantist bis 1894, als die Abstimmung über die Esperanto-Reform scheiterte. Er war einer von nur zwei Esperantisten, die weder für unverändertes Esperanto noch für die von Zamenhof vorgeschlagene Reform stimmten, sondern für eine völlig neue Reform. Occidental wurde erst 28 Jahre nach de Wahls Abkehr vom Esperanto angekündigt. In dieser Zeit arbeitete er mit anderen Sprachschöpfern an der Entwicklung eines Systems, das Naturalismus und Regelmäßigkeit vereinte – eine Kombination, die zu einem häufig genannten Verkaufsargument für Occidental wurde.
De Wahl arbeitete in den Jahren nach seiner Abkehr vom Esperanto mit Linguisten wie Waldemar Rosenberger (Idiom Neutral), Julius Lott (Mundolingue) und Antoni Grabowski (zeitweise Neulatein, bevor er zum Esperanto zurückkehrte) zusammen. Die Methode dieser „Anhänger des Naturalismus“ bestand darin, bestehende Wörter in ihre Bestandteile zu zerlegen, um die internationalen Wurzeln zu erhalten (z. B. „naturalisation“ zu „nat-ur-al-is-ation“). Diese Methode wurde dann mit anderen Worten verwendet, um die Anzahl der Wortstämme auf ein Minimum zu reduzieren und gleichzeitig ein natürliches Erscheinungsbild zu wahren. Nach de Wahls Meinung war es immer besser, sich für ein produktives Suffix zu entscheiden, als später gezwungen zu sein, neue Wörter aus völlig neuen Radikalen zu bilden. Darüber hinaus erlaubte de Wahls später entwickelte Regel die regelmäßige Ableitung von lateinischen Verben mit zwei Stämmen.

Die Delegation für die Einführung einer internationalen Hilfssprache, ein Gremium von Wissenschaftlern, das sich mit dem Problem einer internationalen Sprache befasste und Esperanto mit Reformen empfahl (was zur Sprache Ido führte), fand 1907 vor der Bekanntgabe von Occidental statt. De Wahl beschloss daher, ein Memorandum mit Grundsätzen für die Grundlage einer internationalen Sprache zu versenden, ein Memorandum, das eintraf, nachdem der Ausschuss bereits vertagt war. Das Memorandum wurde von Louis Couturat, der de Wahl und seine Mitarbeiter bereits kannte, nur am Rande zur Kenntnis genommen.

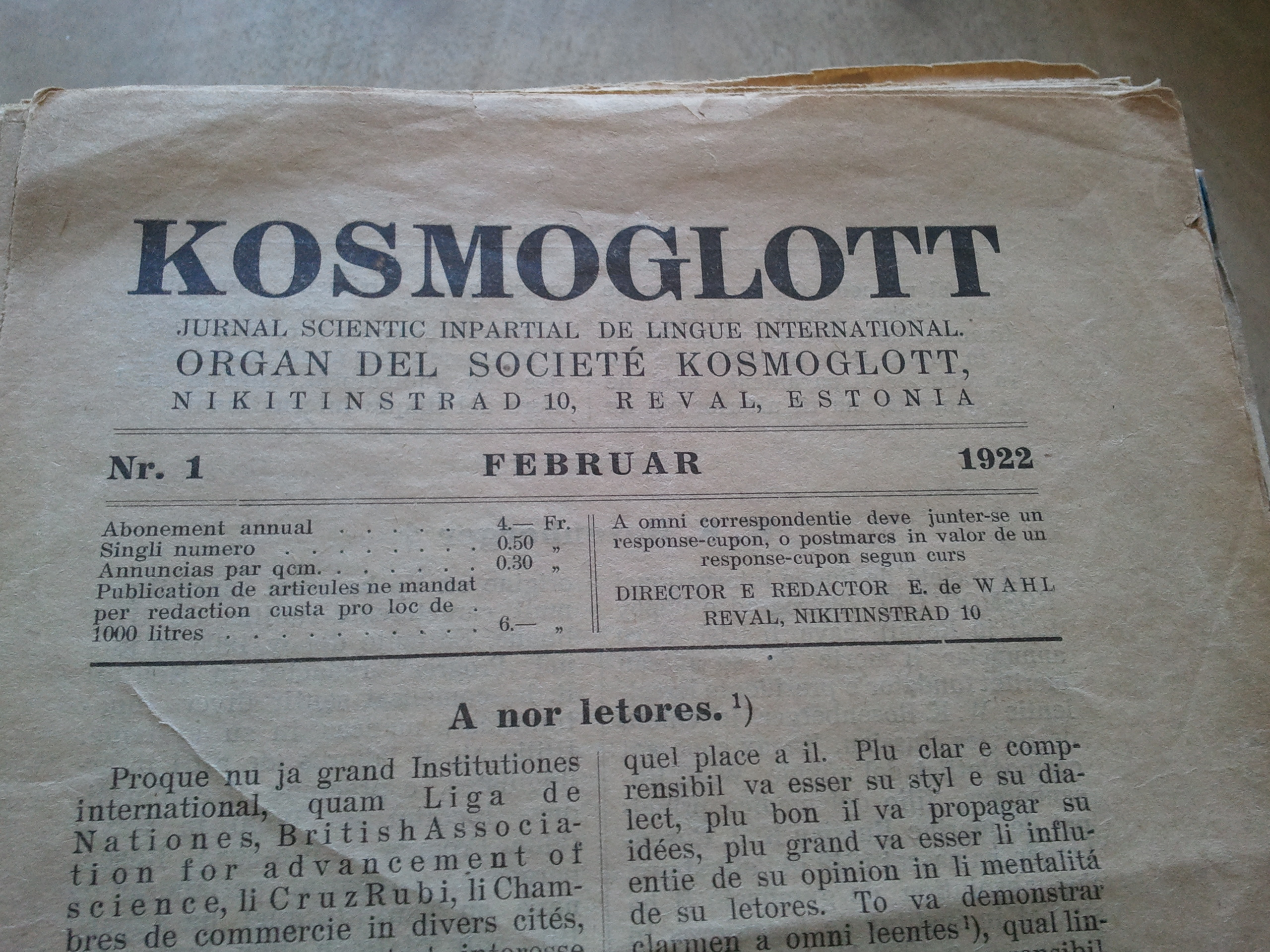
Die erste Ausgabe von „Kosmoglott“ (später „Cosmoglotta“) wurde in aller Eile veröffentlicht, nachdem bekannt gegeben worden war, dass der Völkerbund das Problem einer internationalen Sprache untersuchte.

## Anfänge
Edgar de Wahl verkündete die Gründung von Occidental 1922 mit der ersten Ausgabe der Zeitschrift Cosmoglotta, die in Tallinn, Estland, unter dem Namen Kosmoglott erschien. Occidental war das Ergebnis jahrelanger persönlicher Experimente unter dem Namen Auli (Hilfssprache), den er von 1906 bis 1921 verwendete und der später den Spitznamen Proto-Occidental erhielt. De Wahl, ursprünglich ein Befürworter von Volapük und später von Esperanto, begann mit der Gründung von Occidental nach der gescheiterten Abstimmung zur Esperanto-Reform im Jahr 1894. Während der Entwicklung der Sprache erläuterte de Wahl seinen Ansatz in einem Brief an einen Bekannten, den Baron d'Orczy, in Auli:

„Meine Richtung bei der Schaffung einer Universalsprache erscheint Ihnen recht regressiv. [...] Das verstehe ich gut, denn ich beginne ganz von vorne. Ich beginne nicht mit dem Alphabet und der Grammatik und muss dann den Wortschatz daran anpassen, sondern genau umgekehrt: Ich nehme das gesamte internationale Material an Wörtern, Suffixen, Endungen, grammatikalischen Formen usw. und arbeite dann daran, dieses Material zu organisieren, zu ordnen, zu kompilieren, zu interpolieren, zu extrapolieren und zu sichten.“

De Wahl korrespondierte auch mit dem italienischen Mathematiker Giuseppe Peano, dem Schöpfer des Latino sine flexione, und schätzte dessen Auswahl an internationalem Vokabular. „Ich halte das Buch „Vocabulario commune“ von Professor Peano bereits für ein wertvolleres und wissenschaftlicheres Werk als die gesamte schulische Literatur Idos über imaginäre Dinge, die durch das „fundamento“ von Zamenhof hervorgerufen werden“, schrieb er.

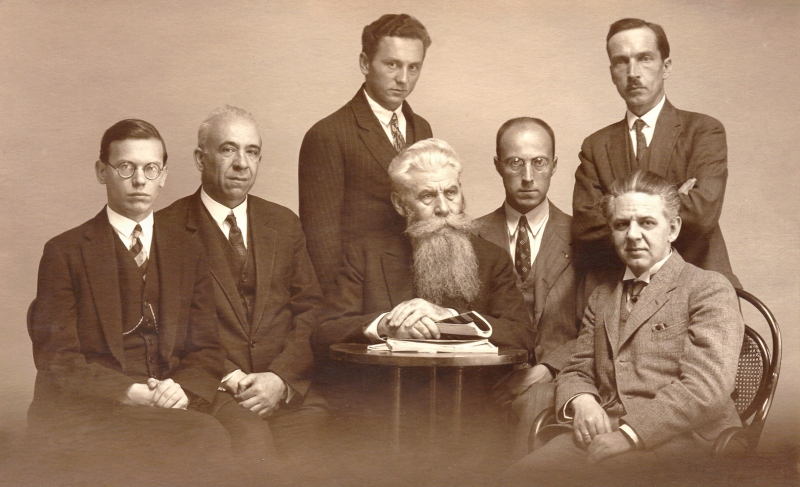
Teilnehmer eines abendländischen Treffens in Wien 1928: Engelbert Pigal, Karl Janotta, A. Deminger, Hanns Hörbiger, Eugen Moess, Franz Houdek, Johann Robert Hörbiger

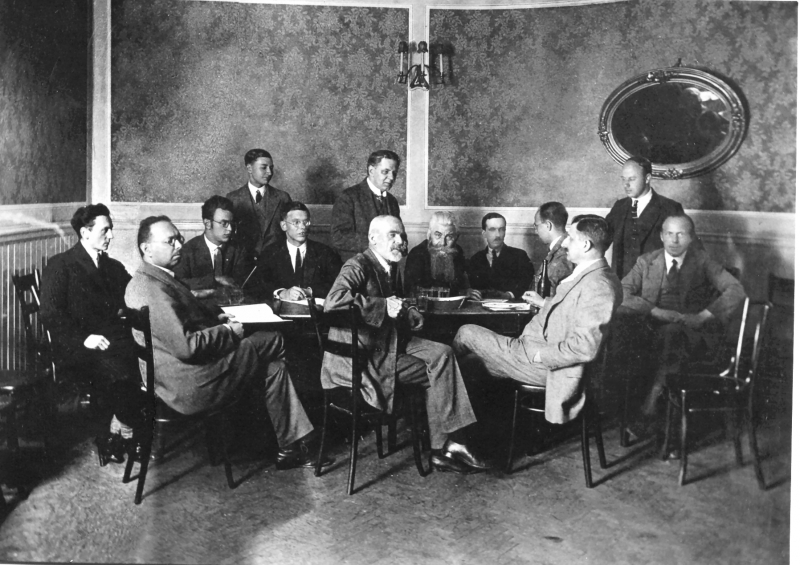
Treffen abendländischer (Zwischensprach-)Sprachbenutzer in Wien 1927.

Bei seiner Ankündigung 1922 war Occidental nahezu fertig. De Wahl hatte nicht vorgehabt, die Sprache erst in einigen Jahren bekannt zu geben; Nachdem er erfahren hatte, dass der Völkerbund (LON) eine Untersuchung zur Frage einer internationalen Sprache eingeleitet hatte, beschloss er, deren Veröffentlichung zu beschleunigen. Im Jahr zuvor hatte er eine positive Antwort von Untergeneralsekretär Nitobe Inazō vom LON erhalten, der 1921 eine entsprechende Resolution verabschiedet hatte. Die erste bekannte Veröffentlichung in Occidental, eine Broschüre mit dem Titel „Transzendente Algebra“ von Jacob Linzbach, erschien kurz vor dem Debüt von Kosmoglott.
Occidental gewann aufgrund seiner Lesbarkeit immer mehr Anhänger, obwohl Grammatiken und Wörterbücher völlig fehlten. Zwei Jahre später, 1924, schrieb de Wahl, dass er trotz des Mangels an Lehrmaterial mit etwa 30 Personen „in gutem Occidental“ korrespondierte. Im selben Jahr traten zwei Ido-Gesellschaften der Occidental bei: die IdoSocieto Progreso in Wien (Österreich), die später in Societé Cosmoglott Progress umbenannt wurde, und die Societo Progreso in Brünn (Tschechoslowakei), die ihren Namen in Federali (Föderation der Freunde der internationalen Sprache) änderte. Das erste Wörterbuch, das Radicarium Directiv, eine Sammlung abendländischer Wurzelwörter und ihrer Entsprechungen in acht Sprachen, erschien im folgenden Jahr.
Kosmoglott war auch ein Forum für verschiedene andere Plansprachen, wurde aber weiterhin hauptsächlich in Abendländisch verfasst. Bis 1924 war die Zeitschrift auch mit der Academia pro Interlingua verbunden, die Peanos Latino sine flexione förderte. Der Name wurde 1927 in Cosmoglotta geändert, als man begann, Occidental offiziell anstelle anderer Sprachen zu bewerben, und im Januar desselben Jahres wurden Redaktion und Verwaltung der Zeitschrift in den Wiener Stadtteil Mauer verlegt, der heute zu Liesing gehört. Der frühe Erfolg von Occidental in dieser Zeit war zum großen Teil dem neuen, zentralen Standort der Redaktion sowie den Bemühungen des ebenfalls aus Österreich stammenden Engelbert Pigal zu verdanken, dessen Artikel Li Ovre de Edgar de Wahl (Das Werk von Edgar de Wahl) das Interesse von Ido-Nutzern an Occidental weckte. Die Nutzung in Frankreich begann 1928, und zu Beginn des folgenden Jahrzehnts war die Occidental-Community in Deutschland, Österreich, Schweden, der Tschechoslowakei und der Schweiz gegründet.

## Wiener Zeit und Zweiter Weltkrieg

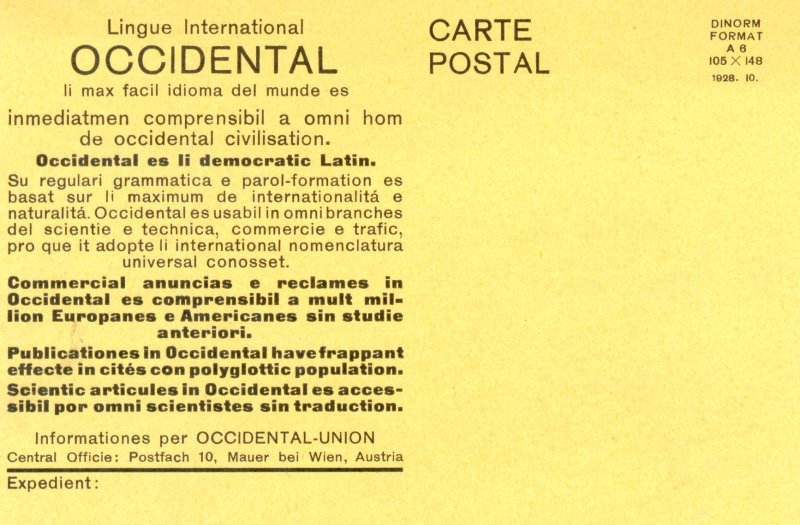
PR-Postkarte mit abendländischem Text, hergestellt 1928 in Wien.

Die Wiener Zeit war auch von finanzieller Stabilität geprägt. Mit Hilfe zweier wichtiger Geldgeber, Hanns Hörbiger, ebenfalls aus Wien, und G.A. Moore aus London: Cosmoglotta florierte trotz der Wirtschaftskrise. Nach dem Tod der beiden im Jahr 1931 war Cosmoglotta erneut auf Einnahmen aus Abonnements und Neuveröffentlichungen angewiesen.
Die wachsende Bewegung begann Anfang der 1930er Jahre, sich energischer für Occidental einzusetzen. Sie nutzte die gute Lesbarkeit des Occidental und kontaktierte Organisationen wie Unternehmen, Botschaften, Druckereien und die LON mit Briefen, die vollständig in Occidental verfasst waren und oft verstanden und beantwortet wurden. Diese Briefe enthielten oft den Fußvermerk „Scrit in lingue international Occidental“ („Verfasst in der internationalen Sprache Occidental“). Zu dieser Zeit wurde auch eine große Anzahl nummerierter „Dokumente“ erstellt, um das Konzept einer internationalen Sprache einzuführen und Occidental als Antwort auf Europas „Turmbau zu Babel“ zu propagieren. Aufnahmen von gesprochenem Occidental auf Schallplatten zur Verbreitung entstanden erstmals in dieser Zeit.
Die Jahre 1935 bis 1939 waren für Cosmoglotta besonders aktiv, und eine zweite Ausgabe der Zeitschrift erschien. Ursprünglich mit dem Titel Cosmoglotta-Informationes versehen, wurde sie bald in Cosmoglotta B umbenannt und konzentrierte sich auf Themen von eher internem Interesse wie sprachwissenschaftliche Themen, Berichte über Occidental in den Nachrichten und Finanznachrichten. Anfang 1936 erschienen, die 110 Ausgaben von Cosmoglotta und anderen Zeitschriften und Bulletins nicht mitgerechnet, insgesamt 80 Veröffentlichungen in und über Occidental.
Die Jahre vor dem Zweiten Weltkrieg brachten Occidental und andere Plansprachen jedoch in Schwierigkeiten. Sie wurden in Deutschland, Österreich und der Tschechoslowakei verboten, zur Auflösung gezwungen und von der Gestapo überwacht, die auch Lehrmaterialien vernichtete. Das Verbot von Hilfssprachen in Deutschland war besonders schädlich, da hier die meisten Die Okzidentalisten lebten damals. Die Unfähigkeit, Zahlungen für Abonnements anzunehmen, war ein finanzieller Schlag, der auch nach dem Krieg anhielt, ebenso wie die Aufteilung Deutschlands in Einflusszonen, die nicht alle Zahlungen zuließen.
De Wahl in Tallinn konnte von 1939 bis Oktober 1947 nicht mit der Occidental Union in der Schweiz kommunizieren, zunächst aufgrund des Krieges und später aufgrund des Abfangens der Post zwischen der Schweiz und der Sowjetunion. Ohne dies zu wissen, war de Wahl verblüfft über die fehlende Reaktion auf seine weiteren Briefe; selbst eine umfangreiche Gedichtsammlung in westlicher Übersetzung wurde nie zugestellt. Der einzige Brief, den er in der Schweiz erhielt, stammte aus dem Jahr 1947 und enthielt die Frage an die Occidental Union, warum sie keinen seiner Briefe beantwortet habe. Inzwischen waren de Wahls Haus und seine gesamte Bibliothek bei der Bombardierung Tallinns zerstört worden. De Wahl selbst wurde zeitweise inhaftiert, nachdem er sich geweigert hatte, Estland zu verlassen und nach Deutschland zu gehen, und nahm später Zuflucht in einer psychiatrischen Klinik, wo er sein Leben verbrachte.
Der Kriegsausbruch 1939 setzte die Veröffentlichung beider Cosmoglottas bis 1940 aus, doch 1941 begann die Cosmoglotta B wieder zu erscheinen und wurde bis 1950 fortgesetzt. Eine Ausgabe von Cosmoglotta A oder B erschien monatlich zwischen Januar 1937 und September 1939 und dann (nach dem ersten Schock des Krieges) monatlich von September 1941 bis Juni 1951. Während des Krieges konnten sich nur diejenigen in der neutralen Schweiz und in Schweden voll und ganz der Sprache widmen und halboffizielle Aktivitäten ausüben.
Während des Krieges bemerkten Okzidentalisten, dass die Sprache oft per Telegramm innerhalb und außerhalb der Schweiz (insbesondere von und nach Schweden) auch ohne offizielle Anerkennung versandt werden durfte, da sie vermuteten, dass die Zensoren sie verstehen konnten und Man könnte sie für Spanisch oder Rätoromanisch gehalten haben, einer unbedeutenden, aber offiziellen Sprache in der Schweiz, die damals keine standardisierte Orthographie kannte. Dies ermöglichte eine gewisse Kommunikation zwischen den Okzidentalisten in der Schweiz und Schweden. Den anderen Zentren abendländischer Aktivität in Europa erging es nicht so gut: Die Bestände an Studienmaterialien in Wien und Tallinn wurden durch Bombenangriffe zerstört, und zahlreiche Okzidentalisten wurden in Konzentrationslager in Deutschland und der Tschechoslowakei deportiert.
Kurz nach dem Krieg wurden die Kontakte von den Verbliebenen wiederhergestellt, und Briefe aus Ländern wie Frankreich, der Tschechoslowakei, Finnland und Großbritannien erreichten Cosmoglotta. Die Autoren erklärten, sie seien bereit, die Aktivitäten für die Sprache neu zu starten. Cosmoglotta hatte wenige Monate vor dem Ende des Zweiten Weltkriegs in Europa Abonnenten in 58 Städten der Schweiz, und Cosmoglotta A erschien 1946 wieder.

## Sprachstandardisierung
Während des Krieges begannen viele Okzidentalisten mit der Standardisierung der Sprache. De Wahl hatte das Occidentalische mit einer Reihe unveränderlicher Merkmale geschaffen, glaubte aber, dass seine Befolgung der „Gesetze des Lebens“ ihm eine ausreichend solide Grundlage für eine „natürliche Evolution“ verleihe. Seine Flexibilität würde „Zeit und Übung erlauben, notwendige Modifikationen vorzunehmen“. Infolgedessen hatten einige Wörter mehr als eine zulässige Form, die nicht allein durch Verordnung geklärt werden konnte. Die endgültige Entscheidung blieb daher der Gemeinschaft überlassen, indem beide möglichen Formen in die ersten okzidentalen Wörterbücher aufgenommen wurden.
Ein Beispiel betraf das Verb „scrir“ (schreiben) und eine mögliche andere Form „scripter“, da beide international anerkannte Ableitungen hervorbrachten: „scritura“ und „scritor“ von „scrir“ bzw. „scriptura“ und „scriptor“ von „scripter“. De Wahl bevorzugte scrir, da scripter etwas schwerfällig war, merkte aber an, dass Letzteres durchaus zulässig sei und dass das Abendländische eine ähnliche Entwicklung wie die natürlichen Sprachen durchlaufen könnte, in denen beide Formen gebräuchlich sind, wobei die längere Form einen schwereren und formalen Charakter und die kürzere einen leichteren und alltäglicheren Ton hat (wie im Englischen „story“ vs. „history“).
Auch in der Orthographie gab es mehrere Möglichkeiten: die etymologische Orthographie (adtractiv, obpression), die historische Orthographie (attractiv, oppression) oder die vereinfachte Orthographie (atractiv, opression). Die erste Option wurde kaum oder nie genutzt, und die vereinfachte Orthographie wurde schließlich bis 1939 zum Standard. Ein Großteil der Standardisierung der Sprache erfolgte auf diese Weise durch die Präferenz der Gemeinschaft (z. B. wurden sowohl ac als auch anc für das Wort „also“ vorgeschlagen, aber die Gemeinschaft einigte sich schnell auf anc), aber nicht alle. Da die offizielle Form mancher Wörter noch offen war und es an allgemeinem Material für die breite Öffentlichkeit mangelte, wurde während des Zweiten Weltkriegs viel Zeit mit der Sprachstandardisierung und der Kurserstellung verbracht. Aufgrund des anhaltenden Krieges wurde im August 1943 die Gründung einer Interimsakademie beschlossen, um diesen Prozess zu offiziellisieren.
Dieser Prozess hatte kurz vor Kriegsausbruch gerade erst begonnen, und die Schweizer Okzidentalisten, die sich vom Rest des Kontinents isoliert sahen, konzentrierten sich auf die Erstellung von Lehrmaterialien, die bis Kriegsende fertig sein sollten. Dabei sahen sie sich häufig mit der Entscheidung zwischen zwei „theoretisch gleichwertigen“ Formen konfrontiert, die zwar im allgemeinen Sprachgebrauch verblieben waren, deren Vorhandensein jedoch für Sprachanfänger verwirrend sein konnte. Die Akademie betonte, dass die Standardisierungsbemühungen auf dem tatsächlichen Sprachgebrauch beruhten, und erklärte:

„[…] die Standardisierung der Sprache hat natürliche Grenzen. Die Sprache zu ‚standardisieren‘ bedeutet nicht, eine der möglichen Lösungen willkürlich zu offiziellisieren und die anderen als unerwünscht und störend abzulehnen. Man standardisiert nur Lösungen, die bereits durch die Praxis sanktioniert wurden.“

## IALA, Interlingua und Namensänderung in Interlingue
Die International Auxiliary Language Association (IALA), gegründet 1924, um die beste Plansprache für die internationale Kommunikation zu erforschen und zu bestimmen, wurde von der westlichen Gemeinschaft zunächst mit Argwohn betrachtet. Ihre Mitbegründerin Alice Vanderbilt Morris war Esperantistin, ebenso wie viele ihrer Mitarbeiter, und viele Okzidentalisten, darunter auch de Wahl selbst, glaubten, dass die Führung unter dem Esperantisten William Edward Collinson (der den Lesern der Cosmoglotta durch seinen Artikel mit dem Titel „Einige Schwachstellen des Occidentalismus“ bekannt ist) bedeutete, dass sie mit einem Stab professioneller Linguisten unter einem neutralen und wissenschaftlichen Vorwand gegründet worden war, um eine endgültige Empfehlung für Esperanto zu unterstützen. Die Beziehungen verbesserten sich jedoch bald, als klar wurde, dass die IALA so unparteiisch wie möglich sein wollte, indem sie sich mit allen existierenden Plansprachen vertraut machte. Ric Berger, ein prominenter Okzidentalist, der sich in den 1950er Jahren Interlingua anschloss, beschrieb einen solchen Besuch bei Morris im Jahr 1935, der seine Meinung über die Organisation deutlich verbesserte:

„Meine persönliche Meinung war nicht so pessimistisch, denn als ich mich 1935 in Brüssel befand, suchte ich Frau Morris auf und erhielt bald eine Audienz bei ihr, wo mich meine charmante Gastgeberin einlud, auf Okzidentalisch zu sprechen. Sie bat ihren Mann, den amerikanischen Botschafter, zu mir zu kommen, um mir zuzuhören und zu bestätigen, was sie sehr zu interessieren schien: eine Sprache, in der alle Wörter verstanden werden können, ohne sie gelernt zu haben! [...] Frau Morris hätte ihr Vermögen einfach nutzen können, um Esperanto zu unterstützen, was ihr als verurteilte Esperantistin das Recht dazu war. Doch stattdessen [...] beschloss sie, ihr Geld einem neutralen Sprachgericht zu spenden, um das Problem wissenschaftlich zu lösen, selbst wenn das Urteil ihren Überzeugungen zuwiderlief.“

1945 kündigte die IALA an, eine eigene Sprache zu schaffen, und stellte vier mögliche Versionen zur Diskussion, die alle naturalistisch und nicht schematisch waren. Okzidentalisten waren im Großen und Ganzen erfreut über die Entscheidung der IALA, eine dem Occidental so ähnliche Sprache zu schaffen. Sie betrachteten sie als glaubwürdige Verbindung, die ihrem Argument Nachdruck verlieh, dass eine Hilfssprache aus dem Studium natürlicher Sprachen hervorgehen sollte, anstatt zu versuchen, diese in ein künstliches System einzufügen. Ric Berger äußerte sich besonders positiv, als er die von der IALA geschaffene Sprache 1948 als einen Sieg der natürlichen Schule („Li naturalitá esset victoriosi!“) und als „fast dieselbe Sprache“ bezeichnete. Er hatte jedoch weiterhin Vorbehalte und bezweifelte, dass ein Projekt mit solch ähnlichem Aspekt und Aufbau in der Lage sein würde, „Vorurteile [gegen Plansprachen] plötzlich abzubauen und Einheit unter den Anhängern internationaler Sprachen zu schaffen“. Er befürchtete auch, dass dies die Anhänger der natürlichen Sprache schlichtweg „zerstreuen könnte, ohne etwas vorzuweisen“, nachdem Occidental so lange „Einheit in der naturalistischen Schule“ geschaffen hatte.
Interlingua und Occidental ähnelten sich; obwohl beide Sprachen einen zu 90 % identischen Wortschatz aufwiesen, ohne orthographische Unterschiede zu berücksichtigen (z. B. da filosofie und philosophia als dasselbe Wort betrachtet wurden), unterschieden sie sich strukturell und in der Ableitung stark. De Wahls Regel im Occidental hatte lateinische Doppelstammverben (Verben wie handeln: ager, act- oder senden: mitter, miss-) weitgehend abgeschafft, während Interlingua sie einfach als Bestandteil eines naturalistischen Systems akzeptierte.[89] Die Kontrollsprachen (Italienisch, Spanisch und/oder Portugiesisch, Französisch, Englisch), die Interlingua zur Bildung seines Wortschatzes verwendete, erfordern größtenteils, dass ein zulässiges Wort in drei Ausgangssprachen vorkommt (die „Dreierregel“), was mit dem germanischen Substrat Occidentals und verschiedenen anderen Wörtern kollidieren würde, die per Definition in einer einheitlichen Sprache, die Interlinguas Methodik beibehält, nicht zulässig wären. Die Aufnahme occidentalischer Wörter wie mann, strax, old und sestra (Interlingua: viro, immediatemente, vetere, soror) in Interlingua war nur durch die Abschaffung der Kontrollsprachen möglich, die den Kern der Interlingua-Methodik zur Bestimmung des Wortschatzes bildeten. Interlingua erlaubte auch optionale unregelmäßige verbale Konjugationen wie so, son und sia als erste Person Singular, dritte Person Plural und Konjunktiv von esser, dem Verb „sein“.
Occidental erholte sich zudem noch von den Folgen des Krieges. Cosmoglotta berichtete bis 1946 darüber, wer den Krieg überlebt hatte, wer unter ihnen bereit war, wieder teilzunehmen, und wer noch immer keinen Kontakt mehr hatte. Die Zeitschrift war finanziell durch überhöhte Druckkosten nach dem Krieg und die Unfähigkeit, Zahlungen aus bestimmten Ländern einzuziehen, ein deutlicher Kontrast zur gut finanzierten in New York ansässigen IALA.
Die internationale Politik stellte für die Okzidentalisten nach dem Krieg eine weitere Schwierigkeit dar. Der Beginn des Kalten Krieges brachte eine besonders unangenehme Situation für die Occidental-Union mit sich, deren Name mit dem einer antirussischen politischen Liga übereinstimmte; die Schweizer Okzidentalisten glaubten, dass deshalb alle Briefe de Wahls aus Tallinn abgefangen wurden. De Wahl blieb zeitlebens von den Entwicklungen der Sprache und dem Vorschlag im Unklaren. Anfang 1948 forderten die tschechoslowakischen Okzidentalisten einen neuen Namen, der es ihnen ermöglichen würde, ihre sprachlichen Aktivitäten ohne Verdacht fortzusetzen, und schlugen den Namen Interal (Internationale Hilfssprache) vor. Die Union antwortete, dass der Begriff Interlingue angemessener sei und dass es ihnen freistünde, die Sprache als „Interlingue (Occidental)“ einzuführen oder sogar die Erwähnung von Occidental in Klammern zu entfernen, wenn sie wollten. Ric Berger setzte sich bereits 1948 für eine Namensänderung von Occidental zu Interlingue ein, von der er hoffte, dass sie eine Verschmelzung der beiden Sprachen fördern würde. Die offizielle Abstimmung über die Namensänderung zu Interlingue fand 1949 auf dem Plenum der Occidental Union statt und wurde mit 91 Prozent Zustimmung angenommen. Damit wurde der offizielle Name Interlingue festgelegt, wobei ab September 1949 auch Interlingue (Occidental) zulässig war.
Die Einführung von Interlingua im Jahr 1951 schwächte Interlingue-Occidental, das bis dahin im Bereich der naturalistischen Planhilfssprachen unangefochten geblieben war. Vĕra Barandovská-Franks damalige Einschätzung der Situation war (übersetzt aus dem Esperanto):

„Im Bereich der naturalistischen Plansprachen war Occidental-Interlingue bis dahin unangefochten (insbesondere nach dem Tod von Otto Jespersen, dem Autor von Novial), da alle neuen Projekte nahezu nur Nachahmungen darstellten. Dies galt auch für Interlingua, das jedoch ein von professionellen Linguisten zusammengestelltes Wörterbuch mit 27.000 Wörtern mit sich brachte, das großen Respekt einbrachte, obwohl es im Prinzip nur den von de Wahl eingeschlagenen Weg bestätigte. Der Senat der Interlingue-Union und die Interlingue-Akademie griffen die Vorschläge auf, dass (1) die Interlingue-Union kollektives Mitglied der IALA wird und (2) die Interlingue-Union die zukünftigen Aktivitäten der IALA weiterhin positiv befürwortet und moralisch unterstützt. Der erste Vorschlag wurde abgelehnt, der zweite jedoch, Interlingua praktisch zu unterstützen und zu unterstützen.
André Martinet, der vorletzte Direktor der IALA, machte ähnliche Beobachtungen wie Matejka. Er gestand, dass seine bevorzugte Variante von Interlingua der Interlingue näher sei als die von Gode offiziell anerkannte. Unter diesen Umständen waren die Bemühungen von Ric Berger, alle Interlingue-Nutzer massenhaft auf Interlingua de IALA umzustellen, ein Schock. Seine Ketzerei führte zu Zweifeln und Unterbrechungen in Interlingue-Kreisen, insbesondere nachdem er an der Veröffentlichung der „Revista de Interlingua“ beteiligt war. Die frühere Idee einer natürlichen Verschmelzung beider Sprachen erwies sich als unrealistisch, und die neue Sprache wurde zur Rivalin.“

Don Harlow fasst das Jahr 1951 für Occidental ähnlich zusammen:

„Interlingua hatte eine vorgefertigte Wählerschaft. Fast dreißig Jahre waren seit der Gründung von Occidental vergangen, dessen Stärke in der „naturalistischen“ Welt andere „naturalistische“ Projekte daran gehindert hatte, eigene Bewegungen zu entwickeln. Doch Occidentals Stern war seit dem Krieg verblasst. Nun kam wie ein Blitz aus heiterem Himmel dieses Geschenk des Himmels: eine neue, noch „naturalistischere“ konstruierte Sprache als Occidental. Trotz der Versuche eingefleischter Anhänger Occidentals, das Unvermeidliche abzuwenden – etwa durch die Umbenennung ihrer Sprache in Interlingue –, unternahmen die meisten verbliebenen Occidentalisten die kurze Pilgerfahrt zum Heiligtum von Interlingua.“

## Stagnation und Wiederbelebung

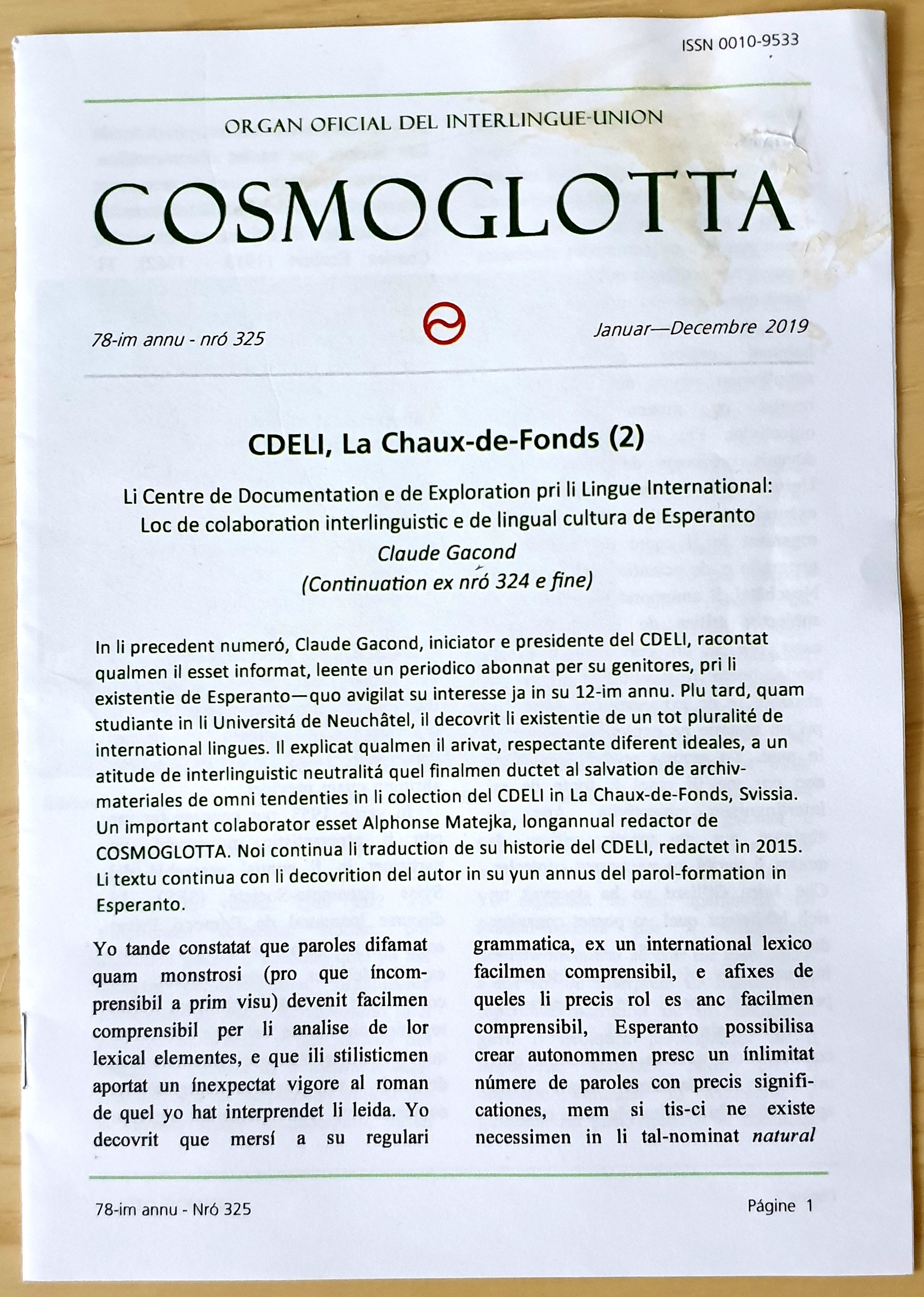
Ausgabe 325 der Cosmoglotta für den Zeitraum Januar bis Dezember 2019.

Während die Abwanderung so vieler Nutzer zu Interlingua Interlingue stark geschwächt hatte, erfolgte der darauffolgende Aktivitätsrückgang schleichend und erstreckte sich über Jahrzehnte. Cosmoglotta B stellte nach 1950 das Erscheinen ein, und die Häufigkeit von Cosmoglotta A begann allmählich zu sinken: ab 1952 einmal alle zwei Monate und ab 1963 dann einmal pro Quartal. Während dieser Zeit erschienen weiterhin andere Bulletins in Interlingue, wie etwa Cive del Munde (Schweiz), Voce de Praha (Tschechoslowakei), Sved Interlinguist (Schweden), International Memorandum (Vereinigtes Königreich), Interlinguistic Novas (Frankreich), Jurnale Scolari International (Frankreich), Buletine Pedagogic International (Frankreich), Super li Frontieras (Frankreich), Interlingue-Postillon (1958, Deutschland), Novas de Oriente (1958, Japan), Amicitie european (1959, Schweiz), Teorie e practica (Schweiz-Tschechoslowakei, 1967) und Novas in Interlingue (Tschechoslowakei, 1971). Barandovská-Frank glaubte, dass das nachlassende Interesse an Occidental-Interlingue mit dem Altern der Generation zusammenhing, die zunächst von anderen Plansprachen (übersetzt aus dem Esperanto) darauf aufmerksam geworden war:

„Die meisten Interlingue-Interessierten gehörten der Generation an, die nacheinander Volapük, Esperanto und Ido kennenlernte und später in Occidental-Interlingue die ästhetischste (im Wesentlichen naturalistische) Lösung fand. Viele wechselten später zu IALAs Interlingua, das sich jedoch trotz des Eindrucks seines wissenschaftlichen Ursprungs nicht als wesentlich erfolgreicher erwies. Diejenigen, die Occidental-Interlingue treu blieben, konnten ihre Begeisterung nicht auf eine neue Generation übertragen.“

Die Interlingue-Aktivität erreichte in den 1980er und frühen 1990er Jahren einen Tiefpunkt, als die Veröffentlichung von Cosmoglotta für einige Jahre eingestellt wurde. Während Ausgabe 269 1972 erschien, nachdem sie seit 1963 einmal pro Saison erschienen war, wurde Ausgabe 289 erst im Sommer 2000 erreicht, sodass durchschnittlich weniger als eine Ausgabe pro Jahr erschien. Laut Harlow „stellte Occidentals letzte Zeitschrift, Cosmoglotta, 1985 ihr Erscheinen ein, und ihr Herausgeber, Adrian Pilgrim, wird mit der Aussage zitiert, Occidental sei eine ‚tote Sprache‘.“ Ein Jahrzehnt später wurde Interlingue-Sprecher Donald Gasper 1994 in einem Dokumentarfilm über Plansprachen als „einer der letzten verbliebenen Sprecher der Sprache Occidental“ vorgestellt.
Wie bei anderen Plansprachen beflügelte das Aufkommen des Internets die Wiederbelebung von Interlingue. Im Jahr 1999 erschien das erste Yahoo! Gruppe in Occidental gegründet wurde, begann Cosmoglotta wieder sporadisch zu veröffentlichen und die Sprache wurde zum Diskussionsthema in der Literatur über Hilfssprachen. Ein Beispiel ist The Esperanto Book, das 1995 von Harlow veröffentlicht wurde, der schrieb, dass Occidental einen bewussten Schwerpunkt auf europäische Formen legte und dass einige seiner führenden Anhänger eine eurozentrische Philosophie vertraten, was seine Verbreitung behindert haben könnte. Dennoch war auch die gegenteilige Ansicht in der Gemeinschaft weit verbreitet und Occidental gewann Anhänger in vielen Nationen, darunter auch asiatischen. Eine Interlingue-Wikipedia wurde 2004 genehmigt. In den letzten Jahren wurden offizielle Treffen von Interlingue-Sprechern wieder aufgenommen: eines 2013 in Ulm, ein weiteres 2014 in München mit drei Teilnehmern und ein drittes im darauf folgenden Jahr in Ulm mit fünf Teilnehmern.